# Ranunculus pedemontanus
Ranunculus pedemontanus är en ranunkelväxtart som beskrevs av Dunkel. Ranunculus pedemontanus ingår i släktet ranunkler, och familjen ranunkelväxter. Inga underarter finns listade i Catalogue of Life.